# Budashiri Khatun
Carica Budashiri (ili Putashali; 卜答失里) bila je carica Kine dvaput. Bila je i regent tijekom dinastije Yuan, nasljednica Babukhan Khatun i Babushe te prethodnica Daliyetemishi.
Budashirin je muž bio car Kine Jayaatu Khan Tugh Temür. On je bio Mongol.
Budashiri je pripadala klanu Khongirad.
Ova je carica brzo zavoljela moć te je dala pogubiti bivšu caricu Babukhan.
Budashiri i njezin muž bili su roditelji princa Ela Tegüsa. Međutim, on nije nikad stupio na prijestolje, već je novi vladar postao njegov bratić, kan Rinchinbal. Njegova majka je bila Babusha.
Nakon smrti cara Rinchinbala, Budashiri je imala priliku postaviti svog vlastitog sina na tron, ali nije to učinila.